# Maurice Kanapa
Pour les articles homonymes, voir Kanapa.
Maurice Kanapa, né le 29 octobre 1882 dans le 4e arrondissement de Paris et mort le 31 juillet 1967 dans le 7e arrondissement de Paris, est un polytechnicien, ingénieur du génie maritime et une personnalité du judaïsme français.

## Éléments biographiques
Maurice Kanapa est né le 29 octobre 1882 dans le 4e arrondissement de Paris,,.
Il est le fils de Cahen Kanapa et de Sarah Gloutkine.

### Études
En 1896, L'Univers israélite note qu'au collège Chaptal, « Maurice Kanapa n'a pas cessé d'être le premier de sa classe durant toute la présente année ».
Il est élève à l'École polytechnique, où il opte le 1er novembre 1903 pour le génie maritime.

### Ingénieur
Il devient ingénieur de 3e classe le 1er octobre 1905.
Deux ans plus tard, le 1er octobre 1907, il devient ingénieur de 2e classe.

### Brest
Le 1er janvier 1909, il est affecté aux diverses sections de la Direction des constructions navales du 2e arrondissement maritime à Brest.
Il devient Ingénieur de 1re classe le 25 juin 1911.

## Maurice Kanapa et Edmond Fleg
Il assiste le 28 novembre 1949 à la remise du diplôme de Haver à Edmond Fleg, au séminaire israélite de France.

## Le C.E.C.J.F
En 1952, Maurice Kanapa est président du Conseil de l'éducation et de la culture juive en France.

## Famille
Maurice Kanapa épouse le 30 octobre 1912 Augustine Rosalie Bery à Clamart (Hauts-de-Seine).

## Décoration
- Chevalier de la Légion d'honneur